# Pilar Salvo
María Pilar Salvo Salanova (Sos del Rey Católico, 1935) es una empresaria agrícola y política española de la Unión de Centro Democrático, alcaldesa de Sos del Rey Católico desde 1974 a 1979.

## Biografía
De familia infanzona y raíces en la nobleza aragonesa, estudió Comercio en Zaragoza.desde enero de enero de 1974 a 1979 fue alcaldesa de Sos del Rey Católico y Diputada Provincial en el mimo año.Ha sido la primera mujer en ocupar el cargo de Diputada en la Diputación Provincial de Zaragoza y,además, de ocupar la presidencia en la Diputación Provincial de Zaragoza desde mayo de 1983 a junio de 1983, durando solo una legislatura como presidenta.
En 1979 se presentó a las elecciones en representación del partido de Unión de Centro Democrático por el Distrito de Ejea de los Caballeros.